# Anonychia violacea
Anonychia violacea är en fjärilsart som beskrevs av George Francis Hampson 1895. Anonychia violacea ingår i släktet Anonychia och familjen mätare. Inga underarter finns listade i Catalogue of Life.